# Dragonfly CMS
Dragonfly CMS es un Sistema de Gestión de Contenidos o cms gratuito ideal para el desarrollo de Portales Web. En sus primeras versiones estuvo basado en el sistema PHP-Nuke 6.5 y era conocido como "CPG-Nuke CMS", y sus características principales eran la implementeación de la Galería de Fotos Coppermine y un gran número de mejoras en seguridad. Con el paso del tiempo "CPG-Nuke CMS" maduró hasta convertirse en sistema completamente diferente a PHP-Nuke el cual fue llamado finalmente Dragonfly CMS.
Los Desarrolladores de Dragonfly CMS se concentran en desarrollar un sistema 100% compatible con los últimos estándares y tecnologías, poniendo mucha atención en la seguridad, eficiencia, velocidad y usabilidad del sistema, permitiéndole al usuario centrarse en la generación de los contenidos y en la administración de su web.

## Características
Dragonfly CMS trae por defecto numerosos módulos para montar un portal, que forman lo que se viene a llamar el "core" y estos incluyen varios módulos de noticias, foros, Galerías de Fotos Coppermine, etc. A estos módulos de core, se puede añadir otros más específicos.
Una importante característica de Dragonfly es ser un portal versátil y que trae todo lo esencial ya por defecto.

## Lenguas
Dragonfly CMS es desde su origen un portal multilengua. Está preparado para usar varias lenguas y codificaciones incluso en una misma página. De este modo, puedes escribir una palabra en español y la siguiente en ruso o chino, sin ningún problema de codificación, pues todo él está codificado en UTF-8, un juego de caracteres que permite precisamente eso.

## Módulos del Core
Los principales módulos que trae por defecto Dragonfly CMS son:
Noticias
Foros
Galerías de Fotos (Galería de fotos Coppermine)
Búsqueda (para buscar dentro del contenido de portal)
Mi Cuenta (control del perfil de usuario)
Contacto (para contactar con los administradores)
Temas (todos los temas o secciones de noticias)
Top (Páginas más visitadas o utilizadas)
Estadísticas
Lista de Miembros
Grupos Usuarios
Mensajes Privados (entre los miembros registrados)

## Otros módulos
Estos son algunos módulos complementarios que puede añadirse a un portal Dragonfly CMS:
Calendario
Mapas de Google
Chat
Diarios (Blogs)

## Enlaces
- Portal Oficial Dragonfly - Soporte en Inglés
- Portal de soporte para Dragonfly en Español
- Foro en Español de Dragonfly (enlace roto disponible en Internet Archive; véase el historial, la primera versión y la última).